# Selwyn Ward
Selwyn Ward (13 de junio de 1977) es un actor estadounidense, más conocido por interpretar el papel de Theodore Jay Jarvis Johnson (también conocido como T.J.) en el universo de Power Rangers.

## Biografía
En Power Rangers Turbo interpretó al Red Turbo Ranger, su personaje siendo el primer Power Ranger rojo no caucásico en la historia de Power Rangers, así como el primer Power Ranger líder no caucásico del equipo. Él más tarde se convirtió en Power Ranger azul en Power Rangers en el espacio, un rol que repitió en los episodios de Power Rangers Lost Galaxy "To the Tenth Power" y "The Power of Pink" en 1999. Su última aparición como T.J fue en 2018 en Power Rangers Super Ninja Steel como el Blue Space Ranger.
Selwyn Ward también ha hecho apariciones en el show de televisión Moesha y la teleserie Passions. Él también ha aparecido en los videos musicales "Don't Leave Me" de Blackstreet y "Man Ain't Supposed to Cry" de Public Annoncement. Otras apariciones en películas y comerciales incluyen American History X y Most Wanted.

## Filmografía

### Cine
- A Simple Promise (2008) .... Terrence
- The Expendables (2000) (TV) .... Camarero
- American History X (1998) (no acreditado) .... Estudiante de secundaria dejando el baño

### Trabajos en TV
- Power Rangers Ninja Steel
  - Dimensions in Danger (2018) .... T.J. Johnson/Blue Space Ranger
- Power Rangers Megaforce (2014).... Theordore J. Jarvis 'T.J.' Johnson/Blue Space Ranger
- Power Rangers Wild Force
  - Forever Red (2002) .... Theodore J. Jarvis 'T.J.' Johnson/Red Turbo Ranger
- Passions
  - Episodio #1.726 (2002) .... Oficial Thompson
- Moesha
  - Gimme a Break (2000) .... Muchacho de colegio
- Power Rangers Lost Galaxy
  - The Power of Pink (1999) .... T.J. Johnson/Blue Space Ranger
  - To the Tenth Power (1999) .... T.J. Johnson/Blue Space Ranger
- Power Rangers en el espacio (1998) Serie de TV .... Theodore J. Jarvis 'T.J.' Johnson/Blue Space Ranger
- Power Rangers Turbo (1997)  Serie de TV .... Theodore Jay Jarvis 'T.J.' Johnson/Red Turbo Ranger #2
  - The Robot Ranger (1997) .... T.J. robot